# ISO 3166-2:ET
ISO 3166-2:ET è uno standard ISO che definisce i codici geografici delle suddivisioni dell'Etiopia; è un sottogruppo dello standard ISO 3166-2.
I codici, assegnati alle 11 regioni e alle due città autonome del paese, sono formati da ET- (sigla ISO 3166-1 alpha-2 dello Stato), seguito da due lettere.

## Codici

### Regioni
| Codice | Regione                               |
| ------ | ------------------------------------- |
| ET-AF  | Afar                                  |
| ET-AM  | Amara                                 |
| ET-BE  | Benisciangul-Gumus                    |
| ET-GA  | Gambella                              |
| ET-HA  | Harar                                 |
| ET-OR  | Oromia                                |
| ET-SI  | Sidama                                |
| ET-SN  | Nazioni, Nazionalità e Popoli del Sud |
| ET-SW  | Popoli Etiopi del Sud-Ovest           |
| ET-SO  | Somali                                |
| ET-TI  | Tigrè                                 |

### Città
| Codice | Città       |
| ------ | ----------- |
| ET-AA  | Addis Abeba |
| ET-DD  | Dire Daua   |